# The Hooters
The Hooters is een Amerikaanse band uit Philadelphia. De band, die vooral populair was in de jaren '80 en de eerste helft van de jaren '90, maakt een mix van rock-, reggae-, ska- en folkmuziek.

## Biografie
In 1983 verscheen hun eerste studioalbum, Amore. Hierop staat een liveversie van het nummer "All You Zombies". In 1985 verscheen het tweede album Nervous Night. Daarvan verschenen het nummer "And We Danced", en een nieuwe versie van "All You Zombies" als single. Deze twee singles werden kleine hitjes in de VS, Oceanië en Duitsland.
De grote doorbraak voor The Hooters kwam in 1987, met hun derde studioalbum One Way Home. De eerste single van het album, "Satellite", werd ook een hit in Nederland. De plaat werd veel gedraaid op Radio 3 en werd een radiohit in de destijds twee hitlijsten op de nationale publieke popzender. De plaat bereikte in het voorjaar van 1988 de 19e positie in de Nederlandse Top 40 en de 20e positie in de Nationale Hitparade Top 100. De tweede single, "Johnny B", werd een klein hitje. In 1989 was het tijd voor het vierde album, getiteld Zig Zag. Dit album was minder succesvol dan de voorganger.
In 1993 verscheen het vijfde studioalbum, Out of Body. Van dit album werd "Twenty-Five Hours a Day" een klein hitje in Nederland. De plaat was in week 13 van 1993 de 9e Megahit op Radio 3 en bereikte de 28e positie in de destijds nieuwe publieke hitlijst op Radio 3; de Mega Top 50. De plaat bereikte de Nederlandse Top 40 niet en bleef steken in de Tipparade. Na dit album hebben The Hooters geen hits meer weten te scoren.